# ГЕС-ГАЕС Печча
ГЕС-ГАЕС Печча (італ. Peccia) — гідроелектростанція на південному сході Швейцарії. Одна з двох станцій другого ступеня гідровузла Маджія, створеного в сточищі однойменної річки (права притока Тічино, що впадає у середню течію останньої — озеро Маджоре) на південному схилі Лепонтинських Альп.
Ресурс для роботи ГЕС накопичується у водосховищі Лаго-дель-Самбуко (італ. Lago-del-Sambuco), створеному на Маджії нижче за греблю Нарет (забезпечує відбір води для роботи верхнього ступеня гідровузла — ГЕС Robiei). Маджію перекрили арковою греблю висотою 130 метрів та довжиною 363 метри, на спорудження якої пішло 775 тис. м3 матеріалу. Вона утримує водойму із площею поверхні 11,1 км2 та об'ємом 64 млн м3, до якої, окрім прямого стоку, надходить ресурс із двох водозаборів на лівих притоках Маджії, що впадають в останню нижче за греблю Самбуко.
Від сховища Lago-del-Sambuco дериваційний тунель веде до машинного залу, розташованого західніше в долині річки Fiume Peccia (права притока Маджії), при цьому по дорозі до нього також надходить додатковий ресурс із двох водозаборів на невеликих правих притоках Маджії.
Зал  обладнано двома турбінами типу Пелтон потужністю по 27 МВт, які працюють при середньому напорі у 381 метр, що забезпечує виробництво 87 млн кВт·год електроенергії на рік. Крім того, на станції встановлено два насоси потужністю по 12 МВт, що надають їй можливість працювати в режимі гідроакумуляції. Особливістю проекту є те, що турбіни та насоси працюють з окремими генераторами та моторами, а не через спільний мотор-генератор.
Як нижній резервуар використовується створене в долині однойменної річки сховище Peccia, до якого також надходить вода із другої гілки гідровузла Маджія (ГЕС Бавона). Окрім поповнення сховища Самбуко, вода з цього резервуару подається на третій ступінь ГЕС Cavergno.
Як і інші об'єкти гідровузла Маджія, Peccia керується дистанційно з диспетчерського центру Локарно.